# David Range
Die David Range ist ein parallel und in 8 km Abstand zur Masson Range verlaufender Gebirgszug in den Framnes Mountains im ostantarktischen Mac-Robertson-Land. Sie erstreckt sich über eine Länge von 26 km in nordnordöstlich-südsüdwestlicher Ausrichtung mit Gipfeln von bis zu 1500 m Höhe.
Entdeckt wurde sie am 14. Februar 1931 bei der British Australian and New Zealand Antarctic Research Expedition (1929–1931) unter der Leitung des australischen Polarforschers Douglas Mawson. Mawson benannte sie nach seinem Mentor Tannatt William Edgeworth David (1858–1934).